# Indra Sari Jaya
Indra Sari Jaya is een bestuurslaag in het regentschap Indragiri Hilir van de provincie Riau, Indonesië. Indra Sari Jaya telt 677 inwoners (volkstelling 2010).